# روري شاين
روري شاين (ولد باسم بيركارد باتمان ؛ 23 مارس 1951  ) هو سارق بنوك اكتسب شهرة بسبب السرقات الوقحة التي ارتكبها في كولومبيا البريطانية وكيبيك في السبعينيات والثمانينيات.

## حياته
وُلِد شاين في هامبورغ، ألمانيا، لأب كندي وأم ألمانية.  لقد ترك والدا شاين هو وأختيه عندما كان عمره عامين حتى يتمكنوا من نقلهم إلى كندا، وبعد ذلك تم وضعه في دار للأيتام في هامبورغ ثم في منزل حاضن. كان لدى شاين نسيج ندبي على صدره، وادعى أنه بسبب قيام والدته بالتبني بقطع وجهه عندما كان في الرابعة من عمره، ثم حرق صدره بالماء المغلي لجعل الإصابات تبدو وكأنها حادث.  

## جرائم السرقة
في فيكتوريا، كولومبيا البريطانية، في 24 سبتمبر 1970، قاد شاين الشرطة في مطاردة جريئة تضمنت تبادل إطلاق النار، واحتجاز الرهائن، والاستيلاء على سفينة شراعية. قام سائق التاكسي دونك أديسون بالتقاط شاين كراكب في وسط مدينة فيكتوريا وقاده دون علمه إلى مسرح الجريمة، وهو بنك إمبريال التجاري الكندي. عاد شاين إلى سيارة الأجرة بعد سرقة البنك وادعى أنه يجب أن يصل إلى المطار بحلول الساعة الواحدة ظهرًا. لم يدرك أديسون ما حدث حتى أطلق شاين النار من خلال النافذة الخلفية على ضباط الشرطة الملاحقين.
هرب شاين من السجن في 14 ديسمبر 1978. وفي 23 فبراير 1979، أجبر طيار مروحية تحت تهديد السلاح على مساعدته في سرقة بنك، قبل أن يتم القبض عليه بعد عشرة أيام. حُكم عليه بالسجن لمدة اثني عشر عامًا بتهمة الاختطاف والتآمر والسطو المسلح. 
في ديسمبر 1981، أثناء انتظاره المحاكمة بتهمة احتجاز رهائن في السجن، أخرج مسدسه على حارسين في محاولة للهروب. استهدف القاضي وحاول إطلاق النار مرتين، لكن البندقية أخطأت الهدف. حُكم عليه بالسجن مدى الحياة بتهمة الشروع في القتل. وفي الشهر التالي، حُكم عليه بالسجن لمدة ثماني سنوات أخرى بتهمة احتجاز الرهائن. تم ترحيل شاين إلى ألمانيا الغربية بعد انتهاء عقوبته.